# ФК Триглав Крањ
Ногометни клуб Триглав Крањ је фудбалски клуб из Крања, Словенија. Тренутно се такмичи у Првој лиги Словеније.

## Састав у сезони 2010/11.
| Бр. |           | Позиција | Играч               |
| --- | --------- | -------- | ------------------- |
| 1   | Словенија | Г        | Миха Гачар          |
| 2   | Словенија | О        | Урош Смолеј         |
| 4   | Словенија | О        | Едвин Золич         |
| 5   | Словенија | О        | Јанез Заврл         |
| 6   | Словенија | С        | Бернард Стјепановић |
| 7   | Словенија | О        | Михаел Новак        |
| 8   | Словенија | Н        | Дејан Бургар        |
| 9   | Словенија | О        | Рок Брајић          |
| 10  | Словенија | С        | Ален Крцић          |
| 11  | Словенија | С        | Рок Должан          |
| 14  | Словенија | Н        | Јосип Шпелич        |

| Бр. |           | Позиција | Играч              |
| --- | --------- | -------- | ------------------ |
| 16  | Словенија | Н        | Анже Јелар         |
| 17  | Словенија | С        | Матиц Север        |
| 18  | Словенија | О        | Давид Јеркович     |
| 19  | Словенија | О        | Роберт Најденов    |
| 20  | Словенија | О        | Данијел Станаревич |
| 21  | Словенија | С        | Матеј Пирц         |
| 23  | Словенија | С        | Јален Покорн       |
| 27  | Словенија | С        | Дамир Маријан      |
| 28  | Словенија | Г        | Жан Пелко          |
| 29  | Словенија | С        | Драган Овчина      |